# Katholieke Kerk in Réunion

Réunion

De Katholieke Kerk in Réunion is een onderdeel van de wereldwijde Rooms-Katholieke Kerk, onder het geestelijk leiderschap van de paus en de curie in Rome.
Ongeveer 86 procent van de 766.200 inwoners van Réunion is lid van de Rooms-Katholieke Kerk.
Het Frans overzees departement bestaat uit een enkel bisdom, namelijk het bisdom Saint-Denis-de-La Réunion, dat direct onder de Heilige Stoel valt. Bisschop van Saint-Denis-de-La Réunion is Gilbert Guillaume Marie-Jean Aubry. De bisschop is samen met collega's uit Mauritius, de Comoren en de Seychellen lid van de bisschoppenconferentie van de Indische Oceaan. De huidige president van de bisschoppenconferentie is Denis Wiehe, bisschop van Port Victoria (Seychellen).

## Indeling
- Bisdom Saint-Denis-de-La Réunion